# Рыбалка (посёлок)
Рыба́лка — посёлок в Майминском районе Республики Алтай России, входит в состав Майминского сельского поселения.

## География
Посёлок расположен на берегу реки Катунь, на расстоянии 13 км к юго-западу от села Майма, административного центра района.

## Население
| 2008 | 2009 | 2010 | 2011 | 2012 | 2013 | 2014 |
| ---- | ---- | ---- | ---- | ---- | ---- | ---- |
| 41   | ↗52  | ↘43  | →43  | ↘39  | ↗41  | ↗49  |
| 2015 | 2016 |      |      |      |      |      |
| ↗52  | ↗62  |      |      |      |      |      |

## Улицы
| - пер. Горный, - ул. Дачная, - пер. Дачный, | - пер. Каменный, - ул. Чуйская, - пер. Чуйский. |